# 28기 왕위전
28기 왕위전은 중앙일보가 주최하고 한국기원 소속 전문기사로 참가한 국내 기전이다. 도전 7번기 에서는 왕위 유창혁 六단이 도전자 이창호 六단을 4:2으로 꺾고 왕위 3연패를 달성했다.